# Berneuil-sur-Aisne
Berneuil-sur-Aisne è un comune francese di 1 024 abitanti situato nel dipartimento dell'Oise della regione dell'Alta Francia.

## Società

### Evoluzione demografica
Abitanti censiti